# فامووکی بروخووسکیه
فامووکی بروخووسکیه (به لهستانی:  Famułki Brochowskie) یک روستا در لهستان است که در گمینا بروخوو واقع شده‌است.
 فامووکی بروخووسکیه  ۱۶۰ نفر جمعیت دارد.